# هارولد (فلوریدا)
هارولد (به انگلیسی: Harold) یک منطقهٔ مسکونی در ایالات متحده آمریکا است که در شهرستان سانتا امرسون، فلوریدا واقع شده‌است. هارولد ۸۲۳ نفر جمعیت دارد و ۴۵٫۱۱ متر بالاتر از سطح دریا واقع شده‌است.